# Uristen@menny.hu
Az uristen@menny.hu 1999-ben bemutatott magyar kisjátékfilm Kálmánchelyi Zoltán, Stefanovics Angéla és Végh Zsolt rendezésében. Elnyerte a Magyar Filmszemle legjobb kisjátékfilmje díjat.

## Cselekmény
Az Úristen leejti a mennyország kulcsát, majd maga is leesik, egyenesen a budapesti Hajós Alfréd Nemzeti Sportuszoda egyik medencéjébe. Az első ember, akivel találkozik, miután kikapaszkodott a vízből, az uszoda kabinosa, aki sehogy sem érti az archaikus magyarsággal beszélő különös idegen problémáját, de a maga korlátolt módján hajlandó segíteni: papucsot ad neki és az uszoda orvosához küldi. Az orvos nincs a helyén, de a váróteremben az Úristen egy újabb csodabogárral, egy magát istennek képzelő, szabadszájú, komplexusos figurával találkozik, aki arra biztatja „kollégáját”, hogy „asszimilálódni kell” és meginvitálja sörözni egy közeli háztetőre.
Az Úristennek ízlik a sör, ezért megáldja a „Sefül”t [így hallja félre a Steffl sörmárka nevét], majd kipróbálja a cigarettát is, ami ugyan megköhögteti, de ettől függetlenül azt is megáldja. Közben sajátságos diskurzus alakul ki kettejük között a Bibliáról, illetve az Álisten feleleveníti azt a sztoriját is, amikor egy dühös botütésével kettéválasztotta a Vörös-tengert; az Úristen viszont figyelmezteti, hogy ez Mózes sztorija. A figura nem zökken ki a szerepéből, ehelyett örömtáncba kezd, afölötti lelkesedésében, hogy ő Mózes is.
Miután elfogyott a sör, az Álisten leküldi az Úristent sörért a boltba. Ott először nehezen boldogul a szabályokkal és a földi berendezésekkel, de újabb emberekkel ismerkedik meg és isteni hatalmával többször beavatkozik a történésekbe. Amikor a nyugdíjas nénit le akarja rázni az unott pénztároslány azzal, hogy nincs vécépapír, váratlanul több köbméternyit varázsol eléjük; amikor pedig a biztonsági őr lopáson ér tetten egy fiatal cigánylegényt, erre az pillangókést ránt az őrt megfenyegetve, földöntúli mosolyt öltve összebékíti a két férfit.
Távozván a boltból, a Batthyány téren újabb bizarr társaságba botlik, melynek tagjai a szektákra jellemző stílusban, zenés villámcsődülettel igyekeznek téríteni a járókelők között. Egyiküket szintén megszólítja, hogy a mennyország kulcsát keresi, márpedig a szekta pont ilyen névvel adott ki egy videót, amit egyikük rögtön fel is kínál az Úristennek megvételre, 4990 forintért. Ő próbálja lerázni magáról a tukmáló hittérítőt, mondván, hogy nem ez volt az a kulcs, amit keres. Ez azonban nem olyan egyszerű, hiszen a bohócsminkes szektás további kiadványok megvételére próbálja rábeszélni, és felhívja az Úristen figyelmét arra, hogy szektájuk fent van az interneten is, elérhetőségük a filmcímben szereplő e-mail cím. Az Úristen végül megelégeli a dolgot és szoborrá merevíti a hittel kufárkodókat.
Még el sem hagyhatná a helyszínt, amikor egy drogos férfi lép hozzá, szintén óva inti őt a szektásoktól, viszont megkínálja a füves cigarettájával. A közelben több járókelőnek is zavaróan egyszerre csöng a mobiltelefonja, amit az Úristen egy újabb csodatétellel iktat ki, a Halleluja közös éneklésére serkentve őket; a drogos a csodatétel során látottakat és hallottakat a drog hatásának tudja be. Tovább barangolnak együtt a városban, közben elszakadnak egymástól és az Úristen rossz környékre keveredik, prostituáltak, stricik és dílerek közé, ahol újra találkozik az időközben brutálisan összevert Álistennel-Mózessel. Utóbbi láthatóan a végét járja, de az Úristen így biztatja: „Még ma velem leszel a Paradicsomban – ha megtalálom a kulcsot…” A férfi halálával aztán mindketten visszajutnak a mennyországba, ahova az Úristen magával viszi a bolti kosarat, a hittérítő által rátukmált videót, sőt – új barátja kérésének eleget téve – még egy tévékészüléket is.

## Szereplők
- Végh Zsolt – Isten
- Dióssi Gábor – Álisten (Mózes)
- Scherer Péter – Szent Péter
- Kalmár Tamás – Kabinos
- Lecső Péter – Biztonsági őr
- Csányi Sándor – Bolti tolvaj
- Rezes Judit – Pénztároslány
- Horváth Magdolna – Nénike
- Kálmánchelyi Zoltán – Hittérítő
- Csizmadia Gergely – Gitáros
- Hernádi Csaba – Drogos srác
- Stefanovics Angéla – Prostituált
- Német Mónika – Kövér lány
- Szabados Mihály – Lelkes fiú
- Vigh Roland – Szintetizátoros
- Horváth Ákos – Szergej
- Enyedi Éva – Fekete prostituált
- Dékány Barbara – Szőke prostituált
- Jordán Adél – Mobiltelefonos lány

## Díjak
Magyar Filmszemle (2000)
- díj: legjobb kisjátékfilm – Stefanovics Angéla, Végh Zsolt, Kálmánchelyi Zoltán

Mediawave (2000)
- díj: zsűri díja (legjobb ifjúsági film) – Stefanovics Angéla, Végh Zsolt, Kálmánchelyi Zoltán

30. Budapesti Független Film- és Videószemle (2000)
- díj: fődíj